# Conférence mondiale sur les droits de l'homme
La Conférence mondiale sur les droits de l'homme s’est tenue sous l’égide de l’ONU à Vienne en Autriche du 14 au 25 juin 1993. C'était la première conférence sur les droits de l’homme qui s’est tenue depuis la fin de la guerre froide. Le résultat principal de la conférence fut la Déclaration et programme d'action de Vienne.

## Le fondement
Bien que l’Organisation des Nations unies ait longtemps été active dans le champ des droits de l’homme, la conférence de Vienne n’était que la 2e conférence globale convergeant exclusivement sur les droits de l’homme, la 1re ayant été la Conférence internationale des droits de l'homme qui s'est réunie à Téhéran en Iran en avril–mai 1968 pour marquer le 20e anniversaire de la Déclaration universelle des droits de l'homme,.
La conférence de Vienne s'est réunie au moment où les conférences mondiales étaient devenues populaires, avec la Conférence des Nations unies sur l'environnement et le développement qui s'était réunie à Rio de Janeiro au Brésil, au mois de juin 1992, et la Conférence internationale des Nations unies sur la population et le développement au Caire en Égypte qui suivit bientôt au mois de septembre 1994. Davantage de conférences allaient suivre après cela, dont le Sommet mondial pour le développement social de Copenhague au Danemark en mars 1995 et la Quatrième conférence mondiale sur les femmes à Pékin en Chine en septembre 1995. De telles conférences ont été considérées comme une façon de promouvoir une participation globale, une consultation, et une politique de formation, et ont également été considérées comme une nouvelle méthode potentiellement significative d’influencer la direction de la société internationale.
L’idée de réunir une conférence mondiale sur les droits de l’homme a été initialement proposée en 1989. La fin de la guerre froide a apporté l'espoir que cesseraient les longues impasses et distorsions des comportements des Nations unies en raison de l’affrontement bipolaire de superpuissances.
Dans la période préparatoire à la conférence 1993, l'optimisme de l’ère de 1989 s’est en grande partie perdu. Les conférences préparatoires se sont réunies à Genève en Suisse dès 1991, ainsi que nombre de réunions régionales et satellites,. Elles ont permis de produire de nouvelles idées sur lesquelles les pays pourraient s’accorder et ont souligné des divergences entourant le rôle de la souveraineté des États, des organisations non gouvernementales (ONG), et quant à savoir si des instruments nouveaux ou renforcés en matière de droits de l’homme pour l'ONU étaient réalisables et impartiaux. L’Assemblée générale des Nations unies a finalement été obligée de se décider sur le programme de la conférence en 1992,. Pierre Sané, le secrétaire général d’Amnesty International, était préoccupé par le risque que la conférence puisse représenter un pas en arrière pour les droits de l’homme. Il a ajouté : « Il n'est pas étonnant que les gouvernements ne soient pas trop enthousiastes. Après tout, ils sont ceux qui violent des droits de l’homme ».

## La conférence
La Conférence mondiale des droits de l’homme a réuni les représentants de 171 nations et 800 ONG, avec en tout environ 7 000 participants,. Ceci en fait le plus grand rassemblement jamais organisé sur les droits de l’homme.
Il y avait eu de nombreuses discussions avant la conférence sur ce qui pourrait et ne pourrait pas être dit pendant la conférence. Les règles adoptées déclaraient qu'aucun pays ou  lieu spécifique ne pourrait être mentionné relativement à des violations des droits de l’homme, y compris ceux impliqués dans des conflits en cours comme la Bosnie-Herzégovine, l’Angola, et le Liberia, et ceux sujets à une critique en cours sur les droits de l’homme, comme la Chine et Cuba,. À la place de cela, les violations des droits de l’homme devaient être discutées uniquement dans le résumé ; ceci mena The New York Times à déclarer que la conférence intervenait « dans une atmosphère curieusement en dehors de la réalité ». En particulier, le fait que la guerre de Bosnie-Herzégovine intervenait à une heure de vol seulement de Vienne a témoigné de façon spectaculaire qu'aucune nouvelle ère de coopération internationale ne s’était mise en place.
Malgré les règles, les organisations et les manifestants sur le site de la conférence physique étaient heureux de pouvoir mentionner des violations spécifiques en cours sur l’ensemble du globe, avec de nombreuses photographies d'atrocités affichées dans une émulation pour se surpasser les uns les autres. Une personne concernée par le Front Polisario et la situation au Sahara occidental a déclaré : « C'est dur de se faire remarquer ».
La conférence a effectivement développé une vision expansive des droits de l’homme, avec les droits politiques et économiques normaux explicitement élargis par les droits des femmes, les droits des peuples indigènes, les droits des minorités, et d’autres encore.  En particulier, les droits des femmes ont obtenu une représentation forte et efficace à la conférence.
Une ligne de fracture s’est dessinée à la conférence entre les nations occidentales qui ont proclamé un sens universel aux droits de l’homme et des nations qui a déclaré que les droits de l’homme devaient être interprétés différemment dans les cultures non-occidentales et que les tentatives d'imposer une définition universelle impliquait une interférence dans leurs affaires intérieures,. Ce dernier groupe était mené par la Chine, la Syrie et l’Iran, et a inclus aussi d’autres nations asiatiques comme Singapour, la Malaisie, l’Indonésie, et le Viêt Nam. Le jour de l’ouverture de la conférence, le secrétaire d'État des États-Unis Warren Christopher s’est élevé contre cette notion, déclarant « nous ne pouvons pas laisser le relativisme culturel devenir le dernier refuge de la répression ».
Geraldine Ferraro, ancien membre de la Chambre des représentants des États-Unis et Candidate à la Vice-présidence a assisté à la conférence en tant que délégué américain alternatif, et était une des personnes présentes fortement intéressées par les droits des femmes.
Le 14e dalaï-lama fut invité par le gouvernement autrichien à participer avec 9 autres lauréats du prix Nobel de la paix à la séance inaugurale de la conférence, et se vit interdire l'accès à l'immeuble de la réunion à la suite de pressions de la république populaire de Chine,. Le gouvernement autrichien, des ONG, et des prix Nobel boycottant la séance d'ouverture protestèrent, et le Dalaï Lama fut reçu sur les lieux de la conférence, où il prononcera un plaidoyer, sous la tente d'Amnesty International, en faveur de l'universalité des droits de l'homme, s'opposant au point de vue de régimes autoritaires et totalitaires défendant le libre arbitre des nations et le relativisme culturel en fonction de leurs traditions,,,.

## Les résultats
Le résultat clé de la Conférence mondiale des droits de l’homme fut la Déclaration et programme d'action de Vienne, qui a été formulée tardivement au cours de la réunion et a été adoptée par accord consensuel des 171 États le 25 juin 1993. Alors qu'une interprétation possible voit cette déclaration comme une « exhortation bien faite mais vide », elle permit effectivement de montrer qu’un consensus pouvait être trouvé sur les droits de l’homme au début des années 1990. Et dans les faits, elle a établi de nouveaux repères dans les travaux sur les droits de l’homme dans plusieurs domaines. Elle a établi l'interdépendance de la démocratie, du développement économique, et des droits de l’homme. En particulier, elle a remplacé la division de la guerre froide entre les droits civils et politiques et les droits économiques, sociaux et culturels avec le concept de droits indivisibles (on ne peut  prendre un type de droits sans l'autre), interdépendants (une série de droits nécessite l’autre pour être réalisée), et corrélés (tous les droits de l’homme sont reliés les uns aux autres). Elle a appelé à la création d'instruments pour promouvoir et protéger les droits des femmes, des enfants, et des peuples indigènes. Elle a demandé davantage de moyens pour le United Nations Center for Human Rights. De façon plus significative, elle a appelé un nouveau bureau, le Haut-Commissariat des Nations unies aux droits de l'homme.
L’Assemblée générale des Nations unies a endossé par la suite la déclaration comme partie de la Résolution 48/121. Elle a aussi créé la fonction de Haut-Commissaire des Nations unies aux droits de l'homme le 20 décembre 1993.
La conférence a aussi souligné l'importance que les ONG continuerait à jouer dans l'infrastructure des droits de l’homme,.